# Synkretyzm przypadków
Synkretyzm przypadków, synkretyzm fleksyjny – zachodzące w językach fleksyjnych zjawisko przejmowania funkcji jednego przypadka deklinacji przez inny i będąca tego następstwem homonimia dwóch bądź kilku form fleksyjnych jednego leksemu. Dochodzi do tego na ogół na skutek zmian fonetycznych, w wyniku których formy obydwu przypadków stają się identyczne.
Przykładem synkretyzmu jest przejęcie funkcji ablatywu (odpowiadającego na pytanie skąd?) przez dopełniacz z przyimkiem (od kogo? od czego?) w językach słowiańskich, w wyniku czego liczba przypadków została zredukowana do siedmiu.
W synkretycznych formach fleksyjnych danego wyrazu następuje neutralizacja opozycji morfologicznych. W rezultacie zamiast oczekiwanych 14 (po siedem przypadków każdej liczby) mamy znacznie mniej formalnie różnych form fleksyjnych danego leksemu, np. paradygmaty rzeczownikowe mają w l. poj. nie więcej niż 6 różnych form, w l. mn. – nie więcej niż 5 różnych form.
| Przypadek   | l. poj. | l. mn.  |
| ----------- | ------- | ------- |
| Mianownik   | pani    | panie   |
| Dopełniacz  | pani    | pań     |
| Celownik    | pani    | paniom  |
| Biernik     | panią   | panie   |
| Narzędnik   | panią   | paniami |
| Miejscownik | pani    | paniach |
| Wołacz      | pani    | panie   |

Liczba pojedyncza – 2 różne formy, liczba mnoga – 5 różnych form, razem – 7.